# 东安街道 (成都市)
东安街道是中华人民共和国四川省成都市龍泉驛區下辖的一个街道办事处。

## 行政区划
东安街道下辖以下村级行政区划单位：
红咏社区、聚和社区、书房村、顶佛寺村、平安村、蒲草村和洪河村。